# Аврорин, Евгений Николаевич
Евге́ний Никола́евич Авро́рин (11 июля 1932, Ленинград — 9 января 2018, Челябинск) — советский и российский физик-теоретик, специалист в области физических теорий новой и специальной техники[уточнить]. Академик РАН (1992). Герой Социалистического Труда (1966). Лауреат Ленинской премии (1963).

## Биография
Учился на физических факультетах Ленинградского и Харьковского университетов, в 1954 году окончил физический факультет МГУ. После окончания университета работал в КБ-11 (ныне РФЯЦ-ВНИИЭФ), где принимал участие в разработке первого советского двухкаскадного термоядерного заряда.
С 1955 года работал в НИИ-1011 (ныне РФЯЦ-ВНИИТФ). С 1964 года был начальником научно-теоретического отдела, с 1978 года — начальником научно-теоретического отделения, а с 1985 года — научным руководителем. С 1996 по 1998 годы совмещал должность научного руководителя с должностью директора РФЯЦ-ВНИИТФ. Заведовал кафедрой физики высоких плотностей энергии (№ 61) МИФИ.
В 1957 году под научным руководством Аврорина был проведён первый в Советском Союзе физический опыт, позволивший получить важную информацию о свойствах процессов в экстремальных условиях. Эти результаты легли в основу его кандидатской диссертации (1961).
С начала 1960-х годов работал в области создания ядерных зарядов для мирного применения. В 1974 году получил степень доктора физико-математических наук.
С 1968 года по 1973 год был депутатом Снежинского городского Совета, с 1973 года по 1977 год — депутатом Челябинского областного Совета депутатов.
В 1987 году избран членом-корреспондентом АН СССР по Отделению общей физики и астрономии. В 1992 году избран академиком РАН по Отделению общей физики и астрономии.
Со 2 марта 1995 года по 9 июля 1997 года входил в состав Совета по научно-технической политике при Президенте Российской Федерации. С 2001 по 2005 год был членом Совета при Президенте Российской Федерации по науке, технологиям и образованию.
В 2010-е годы являлся почётным научным руководителем РФЯЦ-ВНИИТФ в Снежинске.
Был участником Пагуошского движения ученых, председателем Снежинского отделения Российского Пагуошского комитета при Президиуме РАН.
Женат, есть сын Николай, двое внуков — Екатерина и Евгений
Евгений Николаевич Аврорин скончался 9 января 2018 года в Челябинске от онкологического заболевания. Похоронен 12 января на Старом кладбище в Снежинске. Соболезнования родным и близким учёного выразил Председатель Правительства России Дмитрий Медведев.

## Награды и звания
- Герой Социалистического Труда (29 июля 1966, орден Ленина и медаль «Серп и Молот») — за выдающиеся заслуги в создании специальной техники и укреплении оборонной мощи государства
- Орден «За заслуги перед Отечеством» II степени (27 марта 2006) — за большой личный вклад в развитие атомной энергетики, проведение фундаментальных исследований и прикладных работ в области науки и техники[3][4]
- Орден «За заслуги перед Отечеством» III степени (31 августа 1999) — за заслуги перед государством, большой личный вклад в становление, развитие атомной промышленности и многолетний добросовестный труд[5]
- Орден Ленина (1987)
- Орден Трудового Красного Знамени (1956)
- Юбилейная медаль «300 лет Российскому флоту» (1997)
- Медаль «Ветеран труда» (1988)
- Почётная грамота Президента Российской Федерации (12 июля 2012) — за достигнутые трудовые успехи и многолетнюю добросовестную работу[6]
- Почётная грамота Правительства Российской Федерации (9 июля 2007) — за большой вклад в развитие атомной отрасли промышленности и многолетнюю плодотворную научную деятельность[7]
- Ленинская премия (1963) — за работу над термоядерным боевым зарядом
- Премия им. В. П. Макеева (1999)
- Премия «Триумф» (2005)
- Демидовская премия (2012)
- Золотая медаль имени И. В. Курчатова (РАН, 2013) — за цикл работ, посвящённых разработке методов физических исследований свойств веществ при ядерных взрывах, получению уникальных экспериментальных данных по непрозрачности и ударной сжимаемости веществ в области температур T~l keV и давлений Р~1 Гбар, условиям термоядерного горения DD и DT систем, вопросам контроля и нераспространения
- Медаль имени В.П. Макеева (УрО РАН, 16 июня 2017) — за совокупность работ по созданию специальной техники и разработку ядерных запасов в рамках создания промышленны и научных атомных установок
- Занесён в Книгу трудовой славы города Снежинска (1963)
- Почётный гражданин Снежинска (1997)
- Ветеран атомной энергетики и промышленности (1998)